# Vilhelmine af Nederlandene
Dronning Vilhelmine af Nederlandene (nederlandsk: Wilhelmina Helena Pauline Maria) (født 31. august 1880, død 28. november 1962), Prinsesse af Oranien-Nassau, var regerende dronning af Kongeriget Nederlandene fra 1890 til 1948. Med en regeringstid på næsten 58 år, er hun den hidtil længst siddende regent, siden uafhængigheden i 1815.

## Biografi
Da hun blev dronning som 10-årig i 1890, trådte hendes mor Emma af Waldeck-Pyrmont ind som regent, indtil hun blev 18. 
Hun blev indsat den 6. september 1898. Under 2. verdenskrig var hun i eksil i Storbritannien. Hun abdicerede til fordel for sin datter Juliana af Nederlandene den 4. september 1948.

## Ægteskab og børn
Hun blev gift 7. februar 1901 i Haag med Hertug Henrik af Mecklenburg-Schwerin (1876-1934), yngste søn af Storhertug Frederik Frans 2. af Mecklenburg-Schwerin og Marie af Schwarzburg-Rudolstadt. 
Vilhelmine fik 4 aborter (1901, 1906 og to gange i 1912), fik en dødfødt søn i 1902, men kun ét overlevende barn:
- Abort (9. november 1901)
- Dødfødt søn (4. maj 1902)
- Abort (23. juli 1906)
- Juliana (1909-2004)

∞ Bernhard af Lippe-Biesterfeld (1911-2004)
- Abort (23. januar 1912)
- Abort (20. oktober 1912)